# Rigsdaler danois
Pour les articles homonymes, voir rigsdaler.
Le rigsdaler (écrit parfois en français rixdale) est la principale unité monétaire du Danemark de 1625 à 1875, remplacée par la couronne danoise.

## Histoire monétaire

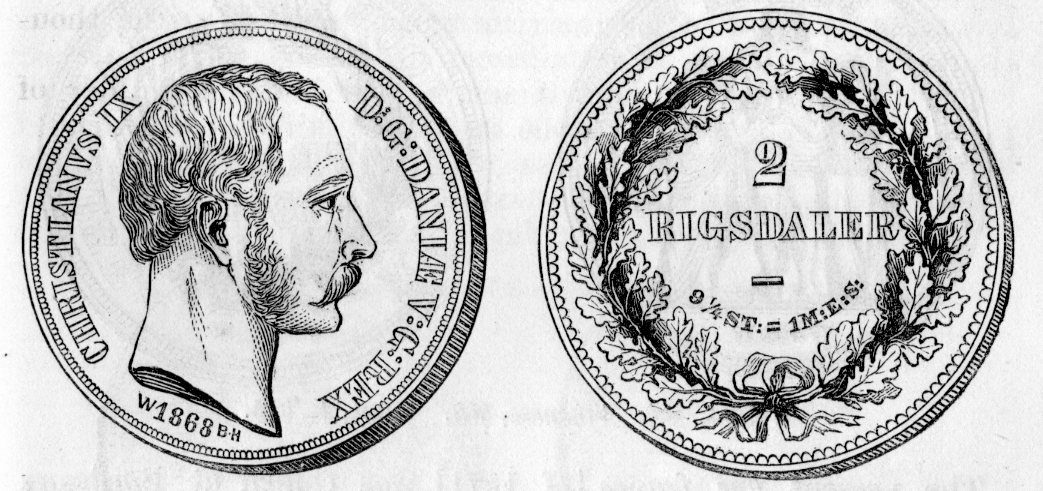
Pièce Danoise en argent d'une valeur de deux rigsdaler datant de 1868

Durant une grande partie du XVIe siècle, le Danemark utilise comme principale unité de compte le florin (guildengros), grosse pièce en argent équivalente en poids au thaler (en danois, daler). En 1625, une réforme monétaire met en place un nouveau système relativement complexe : le rigsdaler, divisé en 6 marks danois ou 96 skilling ou 1 152 penning ; donc 1 mark = 16 skilling et 1 skilling = 12 penning. Par ailleurs, 8 marks donnait 1 couronne. À partir de 1713, deux systèmes vont coexister : le rigsdaler courant et le rigsdaler species. Le courant renvoie aux billets de banque (papier) qui commence à être émis cette année-là, et possède donc un cours au change, sur le marché, inférieur au species, correspondant lui aux espèces métalliques, en bronze, argent et or. Le rigsdaler species prend comme référence le marc de Cologne (soit 233,856 g d'argent pur) selon un rapport de 4/37e : il faut donc 9,25 rigsdalers d'argent pour faire un marc de Cologne.
En 1813, une nouvelle crise financière oblige l'État danois à introduire un nouveau système : le rigsbankdaler qui permet d'apurer les anciens billets encore en circulation au taux de 6 contre 1. Le rigsbankdaler se dévalue immédiatement de 50 % et vaut la moitié d'un rigsdaler species. En 1854, toutes ces appellations disparaissent au profit d'une seule, le rigsdale et le skilling rigsmønt. Sur Paris, au change, la monnaie cote alors 2,80 francs français. 
En 1873, le Danemark et la Suède forme l'Union monétaire scandinave, chaque pays gardant ses propres types d'émissions. Le 1er janvier 1875, la couronne danoise remplace le rigsdaler au taux de 2 couronnes contre 1.

## Émissions monétaires

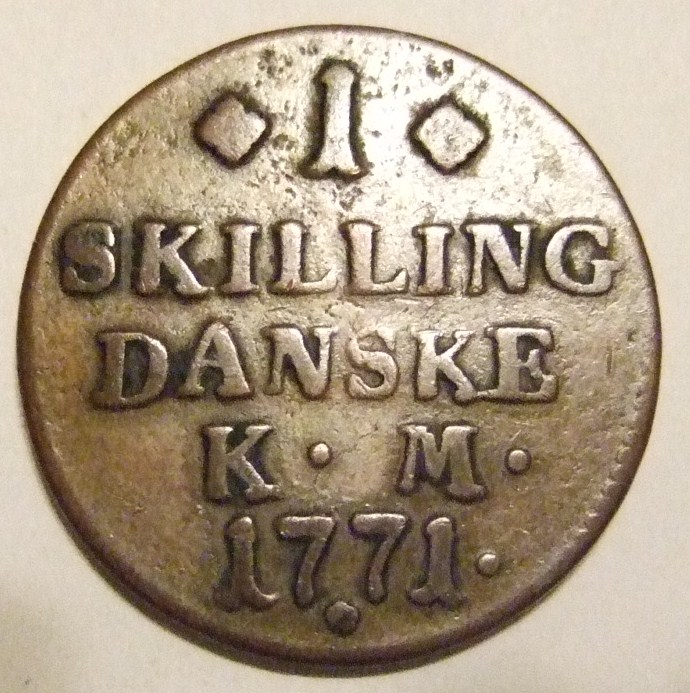
1 skilling danois (avers, 1771), pièce en cuivre.

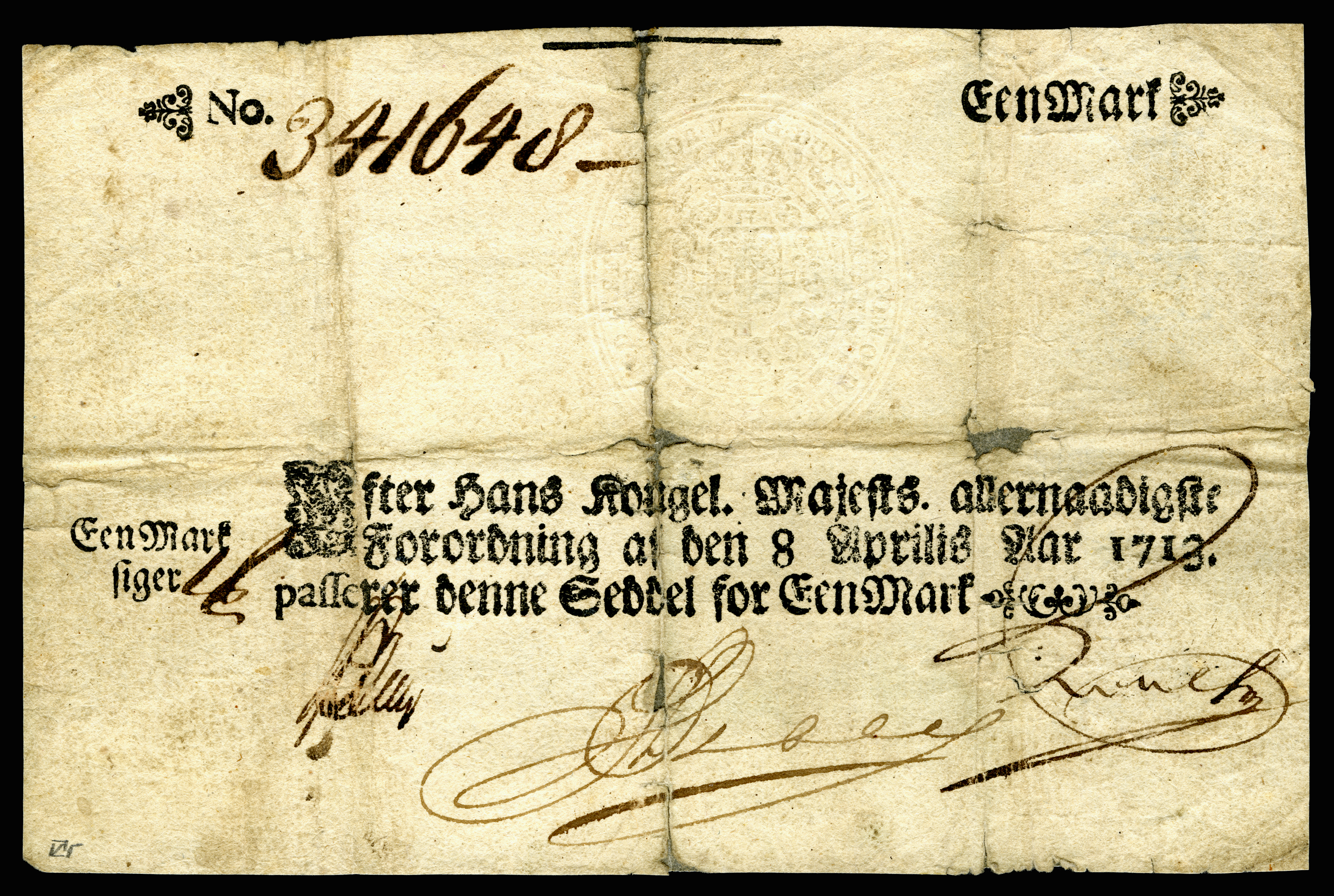
Billet de 1 mark danois daté 1713, l'un des premiers émis au Danemark.

### Pièces de monnaie
Durant la dernière moitié du XVIIIe siècle, furent frappées des pièces de 1/2, 1, 2, 4, 8, 24 et 32 skilling, et de 1/15, 1/4, 1/3, 1/2 et 1 rigsdaler species. Outre le cuivre, l'argent métal, pour les petites dénominations, était souvent à bas-titre, soit entre 400 et 500 millièmes. À partir des années 1820, sont émises des pièces d'or d'une valeur de 10 rigsdalers à 903 millièmes. Elles sont appelées des Frederick d'or ou Christian d'or selon le nom du souverain représenté.

### Billets de banque
Le 8 avril 1713, par décret, le gouvernement danois fait fabriquer des billets pour des valeurs de 1, 2 et 3 marks, 1, 5, 10, 25, 50 et 100 rigsdalers. L'entité émettrice est la Kiøbenhavnske Assignation- Vexel- og Laane-Banque (Banque de prêt, de change et d'assignation de Copenhague), plus connue sous le nom de Kurantbank, qui prend le contrôle des émissions papier à partir de 1736 jusqu'en 1804. Tous ces billets sont appelés Kurant-Banknoten. D'autres banques interviennent comme instituts d'émission telles la Dansk-Den Norske Speciesbank, et le Trésor danois (Rigsbank), quand, en 1797, les porteurs ne font plus confiance au papier. En 1818, la création de la Banque nationale du Danemark (Nationalbanken le Kjobenhavn), permet de centraliser toutes les émissions et de maintenir le cours légal.